# Liste des députés européens de Slovénie de la 7e législature
Cet article présente la liste des députés européens de Slovénie pour la mandature 2009-2014, élus lors des élections européennes de 2009 en Slovénie
| Nom                  | Parti                       | Groupe parlementaire européen | Portrait |
| -------------------- | --------------------------- | ----------------------------- | -------- |
| Tanja Fajon          | Sociaux-démocrates          | S&D                           |          |
| Romana Jordan Cizelj | Parti démocratique slovène  | PPE                           |          |
| Jelko Kacin          | Démocratie libérale slovène | ADLE                          |          |
| Alojz Peterle        | Nouvelle Slovénie           | PPE                           |          |
| Zoran Thaler         | Sociaux-démocrates          | S&D                           |          |
| Ivo Vajgl            | Zares                       | ADLE                          |          |
| Milan Zver           | Parti démocratique slovène  | PPE                           |          |